# アンドリュー・ブランソン

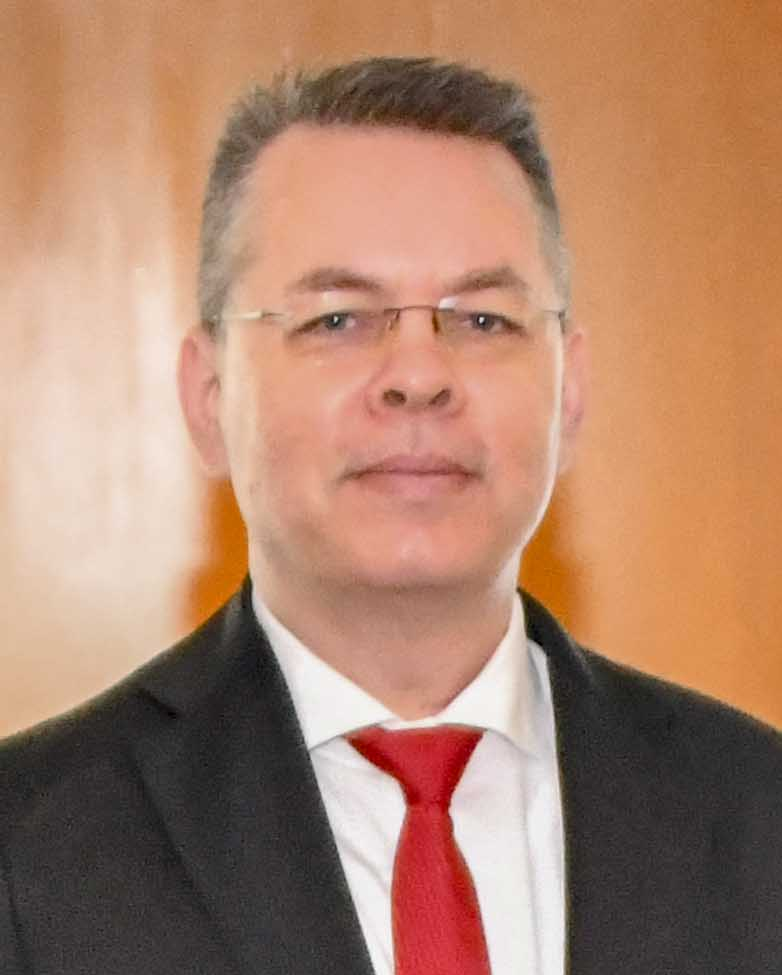
2018年10月23日撮影

アンドリュー・ブランソン（英語:Andrew Brunson 1968年-）は、アメリカ合衆国出身のキリスト教福音派の牧師。20年以上トルコに在住していたが、2016年にトルコ当局が拘束、釈放を要求するアメリカ合衆国との間で、国際問題化するきっかけとなった。報道によってはアンドルー・ブランソンとして呼称される。

## トルコ当局による拘束と国際問題化
長年トルコで活動してきたが、2016年にトルコで発生したクーデター未遂事件に関与した者やクルド労働者党を支援したとして、同年10月に逮捕、拘束された。
2018年7月、イズミル市内の自宅に移され軟禁状態となる。釈放を要求してきたアメリカ合衆国側もマイク・ポンペオ国務長官がトルコ政府の姿勢を評価するコメントを発したが、同年8月17日に裁判所が釈放を求める訴えを退けると、ドナルド・トランプアメリカ合衆国大統領が批判を強め外交問題に発展した。また、直後には経済制裁を恐れてトルコリラが暴落するきっかけにもなった。
2018年10月12日、トルコの裁判所は、ブランソンに対し禁錮3年1月15日の実刑を言い渡した上で、未決勾留期間の算入と公判中の素行の良さを考慮し、自宅軟禁と海外渡航禁止を解除。ブランソンはトルコを出国し、ドイツを経由して帰国の途についた。
2018年10月13日、ブランソンはアンドルーズ空軍基地に到着後、ホワイトハウスに移動。大統領、国務長官らと面会して解放に向けて努力した政権側に感謝の言葉を伝えた。トランプ大統領はブランソンの釈放について、悪化したアメリカとトルコの関係を改善する極めて大きな一歩だとしてエルドアン政権に対する謝意を表している。
2019年、トルコはクルド人武装勢力の掃討を目的にシリア領内への侵攻を準備（トルコ軍によるシリア侵攻 (2019年)）。アメリカ側は、トルコが軍事行動を起こさないよう、アンドリュー・ブランソン解放時の外交交渉を引き合いに出して説得に乗り出した。